# 実恵 (浄土真宗)
実恵（じつえ・實慧、明応5年（1496年）- 天文5年5月4日（1536年5月23日）は、戦国時代の浄土真宗の僧侶。願証寺2世。諱を兼幸。幼名を光智。通称を右衛門督。蓮淳の次男。母は滋野井教国の娘・妙蓮。実淳（顕証寺住持）の弟。正室は勝恵の娘・藤向。子に証恵、延深（恵光寺住持）、証淳（実淳養子、顕証寺住持）などがいる。
父は本願寺8世・蓮如の6男で歴代法主を支えて畿内の門徒を統括した。父が伊勢長島に願証寺を創建したが、拠点を近江光応寺（近松別院）に置いたため、事実上、実恵が初代の住持であった。
永正16年（1519年）、蓮如の子である本願寺9世実如は、嫡男の円如と実弟の蓮淳（円如の舅にあたる）に命じて「一門一家制」を制定した際に、蓮淳の嫡男ではない実恵は一番格下の「一家」に属することになっていた。だが、蓮淳は自らが定めたこの制度に特例を設けて、実恵が次期法主・円如の義兄弟であることを理由に法主の実子の嫡男にしか許されていなかった「一門」を例外的に与えることとなった。
天文元年（1532年）に発生したいわゆる「天文の錯乱」で山科本願寺が焼き払われた際に、実の孫である10世法主証如の後見であった蓮淳は、証如の安否を確認せずに実恵がいた伊勢長島願証寺に逃亡して非難を受けている。その4年後に実恵は41歳で死去、嫡男の証恵が願証寺3世となった。